# Gespensterparty
Gespensterparty ist eine US-amerikanische Filmkomödie aus dem Jahr 1966, basierend auf der Fernsehserie The Munsters. Im Gegensatz zur Serie wurde der Spielfilm in Technicolor gedreht. Die Hauptrollen spielten, wie bereits in der Fernsehserie, Fred Gwynne, Yvonne De Carlo und Al Lewis.

## Handlung
Die Freude ist groß in der Mockingbird Lane 1313. Herman hat von seinem englischen Onkel das Schloss Munster-Hall und den dazugehörigen Titel Lord Munster geerbt.
Also bricht die Familie Munster via Schiff auf nach Europa. Der englische Zweig der Familie ist jedoch nicht so begeistert von dieser Angelegenheit. Hermans Cousin Freddie hätte eigentlich der nächste Lord Munster werden sollen, doch sein verblichener Vater hielt ihn für absolut unfähig. Auf Munster-Hall angekommen versucht der mordlustige Freddie zusammen mit seiner Schwester und seiner intriganten Mutter Lady Munster zunächst mal Herman und Anhang mithilfe einiger sehr suspekter Methoden, darunter eine mitternächtliche Spukshow, zu vertreiben, was jedoch nicht so recht klappen will.
Nach einigen weiteren Verwicklungen können Herman und Opa Munster das große Geheimnis von Munster-Hall lösen. Lady Effigie Munster betreibt zusammen mit ihren missratenen Sprösslingen ein Geldfälscherunternehmen in den Gewölben des alt-ehrwürdigen Schlosses. Ganz nebenbei kann Herman während eines spektakulären Autorennens außerdem eine jahrhundertealte Fehde zwischen dem Geschlecht der Munsters und der Familie des Bürgermeisters schlichten.
Cousin Freddie, seine Mutter und seine Schwester werden verhaftet und der Frieden zwischen den beiden Familien wird zusätzlich untermauert, indem Marilyn und Roger, der Sohn des Bürgermeisters, sich ineinander verlieben.

## Kritiken
- bild.de: Der Kinofilm entstand ein Jahr nach der Serie, wobei es nur zwei nennenswerte Unterschiede gibt: er ist in Farbe und Marilyn Munster wurde neu besetzt. „Gespensterparty“ ist ein herrlich schräger Film, der den Humor der Fernsehserie erhält und sich wie eine große Episode anfühlt …

## DVD-Veröffentlichung
Die Munsters – Gespensterparty, Koch Media, 20. Juni 2008

## Sonstiges
- Während der Eröffnungsszene in der die Kamera die Straße entlang auf das Haus der Munsters zufährt, ist als Nachbarhaus das berühmte Norman-Bates-Haus aus Hitchcocks Psycho zu sehen.
- Für Gespensterparty wurde die Marilyn-Darstellerin Pat Priest gegen die damals 17-jährige Debbie Watson ersetzt, um ein jüngeres Publikum anzusprechen.
- Ursprünglich war Gespensterparty als Fernsehfilm konzipiert, weswegen der Film nicht im Widescreen-Verfahren gedreht wurde.
- In einer Nebenrolle ist, durch dickes Make-up nahezu unkenntlich gemacht, John Carradine als irrer Butler Cruikshank zu sehen. Carradine spielte in den Universal-Klassikern Frankensteins Haus (1944) und Draculas Haus (1945) die Rolle des Grafen Dracula.
- Der Film kam als Double-Feature mit dem Film The Ghost and Mr. Chicken in die Kinos, wurde aber kein Erfolg.